# 대전 시티즌 2019 시즌
대전 시티즌 2019 시즌은 대전의 22번째 시즌이자 K리그2에서는 4번째 시즌이며 시민구단으로 치러지는 마지막 시즌이다. 대표이사와 감독으로는 김호 대표 이사와 고종수 감독이 2018시즌에 이어 2년 연속 팀을 이끌게 되었지만, 시즌 개막과 동시에 김호 대표 이사가 사임하였고, 시즌 중반 고종수 감독 역시 경질되었고, 박철 감독 대행 체제를 거쳐 최용규 대표 이사와이흥실 감독 체제로 잔여 시즌을 지휘하게 되었다.

## 정규 시즌

### 겨울 이적시장 (시즌 전)
2018시즌 내내 지적되오던 비대한 선수단 규모에 시의회의 지적이 이어지자 김호 대표 이사는 2019시즌 선수단 규모를 기존 59명에서 35명 규모로 줄인다는 내용의 경영 쇄신안을 발표하였다.
2018시즌을 끝으로 총 13명의 선수가 대전과의 계약이 만료되었다.
대전과의 계약이 만료된 안재준이 태국 아미 유나이티드로 이적했다.
2019년 1월 3일 대전과 계약이 만료된 김찬희가 부천 FC로 이적하였으며, 고명석은 수원 삼성으로 이적하였다.
이정문, 서우민 등 대전 시티즌 유소년 출신 4명의 선수가 자유 선발로 팀에 합류했다.
대전과의 계약이 만료된 박준혁이 전남 드래곤즈로 이적하였다.
청주대성고등학교 골키퍼 김태양을 자유선발로 영입했다.
강윤성과 윤준성이 각각 자유계약으로 제주 유나이티드와 수원 FC로 이적했다.
유럽 진출 얘기가 오고가던 황인범이 메이저리그 사커 밴쿠버 화이트캡스 FC로 이적하였다.

## 선수단

### 현재 선수 명단
| 번호         | 국적         | 이름     | 입단 연도 | 전 소속팀          | 병역      |
| 골키퍼       | 골키퍼       | 골키퍼   | 골키퍼    | 골키퍼             | 골키퍼    |
| ------------ | ------------ | -------- | --------- | ------------------ | --------- |
| 1            | 대한민국     | 박주원   | 2013      | 신인               | 군필      |
| 23           | 대한민국     | 김진영   | 2018      | 포항 스틸러스      | 미필      |
| 25           | 대한민국     | 문용휘   | 2018      | 신인               | 미필      |
| 31           | 대한민국     | 김태양   | 2019      | 신인               | 미필      |
| 수비수       |              |          |           |                    |           |
| 2            | 대한민국     | 김예성   | 2018      | 신인               | 미필      |
| 3            | 대한민국     | 황재훈   | 2018      | 수원 FC            | 군필      |
| 4            | 대한민국     | 김태현   | 2019      | 울산 현대          | 미필      |
| 5            | 대한민국     | 윤경보   | 2018      | 신인               | 미필      |
| 12           | 대한민국     | 박민규   | 2019      | FC 서울            | 미필      |
| 16           | 대한민국     | 고준희   | 2019      | 신인               | 미필      |
| 22           | 대한민국     | 윤신영   | 2017      | 레노파 야마구치    | 군필      |
| 26           | 대한민국     | 김지훈   | 2019      | 신인               | 미필      |
| 28           | 대한민국     | 황재정   | 2017      | 신인               | 미필      |
| 30           | 대한민국     | 이인규   | 2019      | 부천 FC 1995       | 미필      |
| 34           | 대한민국     | 황도연   | 2019      | 제주 유나이티드    | 군필      |
| 42           | 대한민국     | 이정문   | 2019      | 신인               | 미필      |
| 44           | 대한민국     | 이지솔   | 2018      | 신인               | 미필      |
| 66           | 대한민국     | 박수일   | 2018      | 김해시청           | 미필      |
| 미드필더     |              |          |           |                    |           |
| 13           | 대한민국     | 신학영   | 2017      | 경남 FC            | 면제      |
| 14           | 대한민국     | 윤성한   | 2019      | 신인               | 미필      |
| 17           | 대한민국     | 장주영   | 2019      | 포천시민축구단     | 군필      |
| 20           | 대한민국     | 안상현   | 2018      | 성남 FC            | 면제      |
| 27           | 루마니아     | 키쭈     | 2018      | FC 비토룰 콘스탄차 | 해당 없음 |
| 29           | 대한민국     | 김민성   | 2018      | 신인               | 미필      |
| 39           | 대한민국     | 이호빈   | 2019      | 신인               | 미필      |
| 공격수       |              |          |           |                    |           |
| 7            | 브라질       | 안토니오 | 2019      | 플루미넨시 FC      | 해당없음  |
| 8            | 대한민국     | 박수창   | 2018      | 제주 유나이티드    | 군필      |
| 9            | 대한민국     | 박인혁   | 2018      | TSG 1899 호펜하임  | 미필      |
| 10           | 브라질       | 히마조치 | 2019      | FC 후아레즈        | 해당없음  |
| 11           | 대한민국     | 김승섭   | 2018      | 신인               | 미필      |
| 19           | 대한민국     | 김세윤   | 2018      | 신인               | 미필      |
| 32           | 대한민국     | 유진석   | 2018      | 포천 시민축구단    | 미필      |
| 38           | 대한민국     | 강한빛   | 2018      | 신인               | 미필      |
| 40           | 대한민국     | 안동민   | 2018      | 신인               | 미필      |
| 45           | 대한민국     | 김찬     | 2019      | 포항 스틸러스      | 미필      |
| 77           | 대한민국     | 서우민   | 2019      | 신인               | 미필      |
| 99           | 대한민국     | 안주형   | 2018      | 신인               | 미필      |
| 시즌 중 이적 |              |          |           |                    |           |
| 4            | 대한민국     | 이광준   | 2019      | 포항 스틸러스      | 미필      |
| 7            | 우즈베키스탄 | 산자르   | 2018      | 알카라이티야트 SC  | 해당 없음 |
| 10           | 대한민국     | 윤용호   | 2019      | 수원 삼성          | 미필      |
| 12           | 대한민국     | 전상훈   | 2017      | 경남 FC            | 군필      |
| 15           | 대한민국     | 조귀범   | 2018      | 대구 FC            | 미필      |
| 24           | 대한민국     | 권영호   | 2018      | 후지에다 MYFC      | 미필      |
| 30           | 우즈베키스탄 | 가도예프 | 2018      | 부뇨드코르         | 해당 없음 |
| 33           | 대한민국     | 유해성   | 2018      | 신인               | 미필      |
| 41           | 대한민국     | 공용훈   | 2017      | 김해시청           | 미필      |
| 88           | 대한민국     | 황재원   | 2018      | 대구 FC            | 면제      |

2019 시즌 종료 당시 기준

### 영구 결번
| 번호 | 포지션 | 국적     | 이름   | 헌정 기간        |
| ---- | ------ | -------- | ------ | ---------------- |
| 18   | FW     | 대한민국 | 김은중 | 18년 (2016-2034) |
| 21   | GK     | 대한민국 | 최은성 | 21년 (2012-2033) |

### 프로팀

#### 고종수감독 체제
| 직위        | 이름        | 부임연도 |
| ----------- | ----------- | -------- |
| 구단주      | 허태정      | 2018     |
| 대표 이사   | 김호        | 2018     |
| 사무국장    | 권헌규      | 2018     |
| 감독        | 고종수      | 2018     |
| 코치        | 이기범      | 2018     |
| 코치        | 황연석      | 2018     |
| 스카우트    | 박철        | 2017     |
| 스카우트    | 이정래      | 2018     |
| 피지컬 코치 | 길레미 혼돈 | 2019     |

#### 박철감독 대행 체제
| 직위        | 이름        | 부임연도 |
| ----------- | ----------- | -------- |
| 구단주      | 허태정      | 2018     |
| 대표 이사   | 최용규      | 2019     |
| 사무국장    | 권헌규      | 2018     |
| 감독 대행   | 박철        | 2019     |
| 수석 코치   | 이기범      | 2018     |
| 골키퍼 코치 | 김문규      | 2019     |
| 피지컬 코치 | 길레미 혼돈 | 2019     |

#### 이흥실감독 체제
| 직위        | 이름   | 부임연도 |
| ----------- | ------ | -------- |
| 구단주      | 허태정 | 2018     |
| 대표 이사   | 최용규 | 2019     |
| 감독        | 이흥실 | 2019     |
| 수석 코치   | 백승우 | 2019     |
| 코치        | 이창원 | 2019     |
| 골키퍼 코치 | 권찬수 | 2019     |
| 스카우트    | 김영근 | 2019     |
| 스카우트    | 박철   | 2017     |

## 선수 이적

### 영입
| #  | 이름     | 포지션 | 이적 구단       | 이적 유형 | 이적 시기     |
| -- | -------- | ------ | --------------- | --------- | ------------- |
| 1  | 윤용호   | MF     | 수원 삼성       | 임대      | 겨울 이적시장 |
| 2  | 이광준   | DF     | 포항 스틸러스   | 임대      | 겨울 이적시장 |
| 3  | 황도연   | DF     | 제주 유나이티드 | 완전 이적 | 겨울 이적시장 |
| 4  | 장주영   | MF     | 포천시민축구단  | 완전 이적 | 겨울 이적시장 |
| 5  | 하마조치 | FW     | FC 후아레즈     | 완전 이적 | 겨울 이적시장 |
| 6  | 안토니오 | FW     | 플루미넨시 C    | 임대      | 겨울 이적시장 |
| 7  | 김찬     | FW     | 포항 스틸러스   | 임대      | 겨울 이적시장 |
| 8  | 박민규   | DF     | FC 서울         | 임대      | 겨울 이적시장 |
| 9  | 이인규   | DF     | 부천 FC         | 자유 계약 | 겨울 이적시장 |
| 10 | 김태현   | DF     | 울산 현대       | 임대      | 겨울 이적시장 |

### 신인
| # | 이름   | 포지션 | 이전 구단            | 지명 유형 | 비고 |
| - | ------ | ------ | -------------------- | --------- | ---- |
| 1 | 이정문 | DF     | 연세대학교           | 우선 지명 |      |
| 2 | 윤성한 | MF     | 청주대학교           | 우선 지명 |      |
| 3 | 서우민 | FW     | 충남기계공업고등학교 | 우선 지명 |      |
| 4 | 김지훈 | DF     | 충남기계공업고등학교 | 우선 지명 |      |
| 5 | 김태양 | GK     | 청주대성고등학교     | 자유 선발 |      |
| 6 | 고준희 | DF     | 보인고등학교         | 자유 선발 |      |
| 7 | 이호빈 | MF     | 신갈고등학교         | 자유 선발 |      |

### 방출
| #  | 이름     | 포지션 | 이적 구단           | 이적 유형 | 이적 시기     |
| -- | -------- | ------ | ------------------- | --------- | ------------- |
| 1  | 윤준성   | DF     | 수원 FC             | 자유 계약 | 겨울 이적시장 |
| 2  | 안재준   | DF     | 아미 유나이티드     | 자유 계약 | 겨울 이적시장 |
| 3  | 오장은   | MF     |                     | 자유 계약 | 겨울 이적시장 |
| 4  | 박대훈   | FW     | 천안시청            | 자유 계약 | 겨울 이적시장 |
| 5  | 김찬희   | FW     | 부천 FC 1995        | 자유 계약 | 겨울 이적시장 |
| 6  | 장원석   | DF     | 대전 코레일         | 자유 계약 | 겨울 이적시장 |
| 7  | 조예찬   | MF     | 울산 시민축구단     | 자유 계약 | 겨울 이적시장 |
| 8  | 강윤성   | MF     | 제주 유나이티드     | 자유 계약 | 겨울 이적시장 |
| 9  | 강수병   | DF     | 제주 국제대학교     | 자유 계약 | 겨울 이적시장 |
| 10 | 박태현   | MF     | 춘천시민축구단      | 자유 계약 | 겨울 이적시장 |
| 11 | 이준호   | FW     |                     | 자유 계약 | 겨울 이적시장 |
| 12 | 임준식   | FW     |                     | 자유 계약 | 겨울 이적시장 |
| 13 | 김성훈   | DF     | 화성 FC             | 자유 계약 | 겨울 이적시장 |
| 14 | 송인학   | DF     |                     | 자유 계약 | 겨울 이적시장 |
| 15 | 박준혁   | GK     | 전남 드래곤즈       | 자유 계약 | 겨울 이적시장 |
| 16 | 고명석   | DF     | 수원 삼성           | 완전 이적 | 겨울 이적시장 |
| 17 | 남윤재   | FW     | 아산 무궁화         | 자유 계약 | 겨울 이적시장 |
| 18 | 조태근   | DF     | 아유타야 유나이티드 | 자유 계약 | 겨울 이적시장 |
| 19 | 한호동   | GK     | 부산교통공사        | 임대      | 겨울 이적시장 |
| 20 | 고민성   | MF     | 수원 삼성           | 임대 복귀 | 겨울 이적시장 |
| 21 | 김성익   | MF     | 부산교통공사        | 임대      | 겨울 이적시장 |
| 22 | 박명수   | DF     |                     | 완전 이적 | 겨울 이적시장 |
| 23 | 백종환   | DF     |                     | 완전 이적 | 겨울 이적시장 |
| 24 | 황인범   | MF     | 밴쿠버 화이트캡스   | 완전 이적 | 겨울 이적시장 |
| 25 | 박재우   | DF     | 아산 무궁화         | 완전 이적 | 겨울 이적시장 |
| 26 | 한호동   | GK     |                     | 자유 계약 | 겨울 이적시장 |
| 27 | 이광준   | DF     | 포항 스틸러스       | 임대 복귀 | 겨울 이적시장 |
| 28 | 가도예프 | MF     | 부뇨드코르          | 자유 계약 | 겨울 이적시장 |
| 29 | 산자르   | MF     | 부뇨드코르          | 자유 계약 | 겨울 이적시장 |
| 30 | 윤용호   | MF     | 수원 삼성           | 임대 복귀 | 겨울 이적시장 |
| 31 | 전상훈   | DF     | 부산교통공사        | 자유 계약 | 겨울 이적시장 |
| 32 | 조귀범   | DF     | 청주 FC             | 임대      | 겨울 이적시장 |
| 33 | 유해성   | MF     | 춘천시민축구단      | 임대      | 겨울 이적시장 |
| 34 | 권영호   | DF     | 이천시민축구단      | 자유 계약 | 겨울 이적시장 |
| 35 | 황재원   | DF     |                     | 자유 계약 | 겨울 이적시장 |
| 36 | 공용훈   | MF     | 부산교통공사        | 임대      | 겨울 이적시장 |

## 같이 보기
- 대전 시티즌
- 대전 하나 시티즌 2021 시즌